# Influence de la lumière de la lune sur les rythmes biologiques
 (décembre 2023).
La mise en forme du texte ne suit pas les recommandations de Wikipédia : il faut le « wikifier ».
Les points d'amélioration suivants sont les cas les plus fréquents :
- Les titres sont pré-formatés par le logiciel. Ils ne sont ni en capitales, ni en gras.
- Le texte ne doit pas être écrit en capitales (les noms de famille non plus), ni en gras, ni en italique, ni en « petit »…
- Le gras n'est utilisé que pour surligner le titre de l'article dans l'introduction, une seule fois.
- L'italique est rarement utilisé : mots en langue étrangère, titres d'œuvres, noms de bateaux, etc.
- Les citations ne sont pas en italique mais en corps de texte normal. Elles sont entourées par des guillemets français : « et ».
- Les listes à puces sont à éviter, des paragraphes rédigés étant largement préférés. Les tableaux sont à réserver à la présentation de données structurées (résultats, etc.).
- Les appels de note de bas de page (petits chiffres en exposant, introduits par l'outil «  Source ») sont à placer entre la fin de phrase et le point final[comme ça].
- Les liens internes (vers d'autres articles de Wikipédia) sont à choisir avec parcimonie. Créez des liens vers des articles approfondissant le sujet. Les termes génériques sans rapport avec le sujet sont à éviter, ainsi que les répétitions de liens vers un même terme.
- Les liens externes sont à placer uniquement dans une section « Liens externes », à la fin de l'article. Ces liens sont à choisir avec parcimonie suivant les règles définies. Si un lien sert de source à l'article, son insertion dans le texte est à faire par les notes de bas de page.
- La présentation des références doit suivre les conventions bibliographiques. Il est recommandé d'utiliser les modèles {{Ouvrage}}, {{Chapitre}}, {{Article}}, {{Lien web}} et/ou {{Bibliographie}}. Le mode d'édition visuel peut mettre en forme automatiquement les références.
- Insérer une infobox (cadre d'informations à droite) n'est pas obligatoire pour parachever la mise en page.

Pour une aide détaillée, merci de consulter Aide:Wikification.
Si vous pensez que ces points ont été résolus, vous pouvez retirer ce bandeau et améliorer la mise en forme d'un autre article.
 (décembre 2023).
La chronobiologie est une science beaucoup étudiée pour comprendre le fonctionnement de nombreux être-vivants. Elle est souvent associée au cycle circadien de 24h, influencé par la lumière du soleil. Cependant, la lumière de la lune a aussi une influence majeure sur le comportement de certains animaux, nocturnes notamment, donc l’humain. Le cycle circalunaire est calculé sur une période de 29,5 jours correspondant à des jours lunaires de 24,8h.
La lune est un corps opaque, c’est-à-dire que sa lumière ne provient pas d’elle-même mais de sa capacité à réfléchir la lumière du soleil. La lune a un albédo de 7% (contre 38% pour la Terre) : les rayons du soleil X et UV altèrent les électrons des matériaux à la surface de la lune en induisant une charge positive à la surface des matériaux. Des particules sont libérées et tournent en suspensions autour de la lune. C’est ce mouvement qui réfléchit le plus la lumière du soleil et qui permet à la lune d’être éclairée.

## Les photorécepteurs

### La protéine L-Cryptochrome (L-CRY)
Une horloge interne régie par la lumière lunaire coordonne le comportement d'essaim du ver marin Platynereis dumerilii. Ce ver se reproduit par une ponte nocturne synchronisée, influencée par la lumière de la lune. L-Cry est cruciale pour discriminer la « valence » (1) correcte de la lumière nocturne et donc distinguer la lumière lunaire de la lumière solaire. L'essaim est synchronisé à des nuits spécifiques du mois par un oscillateur circalunaire, augmentant le succès reproducteur lorsque le comportement d'essaim démarre à des heures précises pendant ces nuits. L'état reproducteur est maximal peu de temps après la nouvelle lune et minimal pendant les périodes de pleine lune.
L'horloge endogène du ver, sensible à la lumière lunaire, est confirmée par des expériences d'exposition à la lumière de la lune. Le début avancé de l'essaim persiste en obscurité, suggérant une influence directe de la lumière lunaire sur l'horloge endogène. Un régime constant de lumière lunaire imitant la pleine lune/lune décroissante module la période de l'horloge, indiquant une préférence d'essaim pendant la partie sombre de la nuit. Ainsi, cette étude établit que l'horloge endogène du ver est calibrée par la lumière lunaire, influençant le déclenchement précis du comportement d'essaim nocturne. On parle de rythme circalunaire.
L-Cry émerge comme un composant essentiel pour interpréter les lumières solaire et lunaire. Les mutants l-cry en conditions d'obscurité constante maintiennent un déclenchement rythmique d'essaim similaire aux individus sauvages, suggérant que L-Cry n'est pas nécessaire à l'oscillation endogène de l’horloge plastique circadienne/circalunaire (PCC). Cependant, sous un éclairage constant de la lune ou du soleil, les mutants l-cry démontrent un déclenchement synchronisé d'essaim, tandis que les individus sauvages ajustent leur période et le déclenchent au moment le plus opportun. Ceci suggère que L-Cry est crucial pour la transmission précise d'informations lumineuses du soleil et de la lune à l'horloge PCC. De plus, la mutation l-cry ne rend pas simplement les vers moins sensibles à la lumière lunaire, mais démontre que L-Cry est nécessaire pour fournir des informations correctes sur la « valence » (1) lumineuse. Les niveaux de L-Cry réduits sous la lumière solaire, contrairement à la lumière lunaire, renforcent cette nécessité différentielle de L-Cry pour interpréter correctement les signaux lumineux du soleil par rapport à ceux de la lune.
D-CRY (Drosophila melanogaster), l'orthologue de L-Cry (Platynereis dumerilii), joue un rôle crucial dans l’atténuation de la lumière lunaire sur les oscillations de l'horloge circadienne. Drosophila synchronise son comportement circadien avec des intensités lumineuses inférieures à la pleine lune, néanmoins, la lumière lunaire n'a pas d'impact majeur sur celui-ci. Vu que D-CRY réagit à la lumière solaire, cela montre des mécanismes moléculaires et une adaptation à l'environnement lumineux différents.

### La protéine r-Opsine1
Les mutants l-cry ont une sensibilité à la lumière de la Lune comme les individus de types sauvages. Il y a donc, au moins, un autre récepteur qui est sensible aux rayons réfléchis par la Lune. Les vers Platyneris dumerilii possèdent un gène r-opsine1, qui leur permet de garder cette sensibilité.
Les opsines sont des protéines qui réagissent à la lumière. Celle qui réagit le plus avec la lumière de la Lune est la r-Opsine1; on les retrouve dans les yeux des adultes. Cette protéine permet au vers Platynereis dumerilii de ressentir le moment auquel la Lune se lève afin d’optimiser le début de l’essaimage. Les mutants du gène r-opsine1 sont identiques au vers de type sauvage sous conditions de noirceurs constantes. Avec la lumière du Soleil constante, les mutants gardent leur synchronisation, mais pas les sauvages. Sans la protéine, les mutants ne détectent pas la lumière et ne sont pas désynchronisés. Donc à cause de la désynchronisation des individus sauvages, cette protéine ne sert pas à différencier la lumière de la Lune de celle du Soleil. De plus, les mutants devancent leur essaimage sous une lumière constante et ils ne sont pas capables de le synchroniser sous la lumière de la pleine Lune.
La r-Opsine1 n’a pas le rôle de médiateurs sur le cycle mensuel du ver. Ceci a été déterminé par une expérience dans laquelle les mutants pour le gène r-opsine1 se ré-entraînaient aussi bien que les vers de type sauvage sous des conditions lumineuses naturelles. Il n’y a donc pas de différence dans le moment de l’essaimage entre les deux. La modification de ce gène n’affecte donc pas la répartition de l’essaimage. La r-Opsine1 joue cependant un rôle dans l’horloge PCC de P. dumerilii. En détectant le lever de la Lune, la r-Opsine1 permet à l’horloge PCC de se synchroniser avec le lever de la Lune.

## Effets de la lumière de la lune sur le comportement de certains animaux

### Serpents
Plusieurs cas de serpents étant influencés par la lumière de la lune ont été étudiés, comme par exemple les serpents insulaires à bouche cotonneuse (Agkistrodon piscivorus conanti). Leurs temps de prédation sont clairement dictés par le moment du cycle lunaire : la pleine lune favorise leur activité. A. piscivorus conanti, serpent charognard, récupère les poissons en majorité en période de pleine lune. Il est doté d’une bonne vue et il semblerait que la lumière de la lune soit utile pour une meilleure vision des poissons de par la réflexion accrue de leurs écailles à la pleine lune et aussi des partenaires de chasse, permettant une meilleure communication.
Cependant, les influences varient d’une espèce à l’autre : les couleuvres arboricoles brunes, Boiga irregularis, vont au contraire sortir chasser et changer de microhabitats principalement lors de la nouvelle lune, c’est-à-dire lorsque l’intensité lumineuse est la plus faible.

### Humain
Plusieurs études ont prouvé que des phénomènes biologiques humains comme les naissances, les crises de santé mentale, les crises cardiaques, etc ont des corrélations avec les phases lunaires. Cependant, il y a aussi plusieurs études qui ne trouvent aucune corrélation significative entre ces phénomènes biologiques et les phases lunaires. Cela souligne l’ambiguïté et la complexité de ce sujet.
Des études portent autour de la reproduction humaine, en particulier chez les femmes en âge de procréer, et son lien potentiel avec le cycle lunaire. Le but est de déterminer si le cycle menstruel d’environ 30 jours est influencé par la lune. Des recherches ont été menées dans des conditions contrôlées, comme l’isolement dans des grottes, pour observer si ces rythmes étaient endogènes ou influencés par des facteurs externes. Il en ressort que les rythmes circadiens et menstruels de la température corporelle sont endogènes. Pourtant, une observation concernant les singes Rhesus (Macaca mulatta), une espèce qui est apparentée à l’humain au plan évolutif, montre que les singes femelles menstruent au moment de la nouvelle lune. Cela suggère, en tenant compte de la durée de la phase lutéale de 14 jours, que l'ovulation et la période la plus fertile du mois se produisent autour de la pleine lune. De plus, une autre étude a observé chez 826 jeunes femmes que 28,3% d'entre elles ont leurs menstruations à la nouvelle lune, ce qui suggère qu’elles ovulent vers la pleine lune.
D’autres études suggèrent qu’il y a une synchronicité potentielle entre les cycles d’humeur et les signaux lunaires chez les patients souffrant de trouble bipolaire à cycle rapide. L’effet de la lune peut être dû à une privation partielle de sommeil causée par la lumière nocturne de la lune. Cette privation de sommeil peut induire des épisodes de manie ou d’hypomanie chez les personnes bipolaires susceptibles et des crises chez les personnes atteintes de troubles convulsifs. Cependant, avec l’introduction de l’éclairage artificiel, cet effet lunaire aurait été atténué, notamment dans les zones urbaines modernes, ce qui pourrait expliquer pourquoi les études contemporaines ne montrent pas de lien significatif entre les phases de la lune et la santé mentale.